# ILR-33 Bursztyn
ILR-33 BURSZTYN – polska eksperymentalna wielostopniowa rakieta suborbitalna zaprojektowana przez Sieć Badawczą Łukasiewicz – Instytut Lotnictwa. Głównym celem prac rozwojowych nad BURSZTYNEM jest zdobycie doświadczeń w budowie silników rakietowych i rakiet. Rakieta może znaleźć zastosowanie w sondażu atmosfery, badaniach w mikrograwitacji oraz jako platforma służąca do testowania technologii rakietowych i kosmicznych.

## Opis
Rakieta ma wysokość ok. 5.5 metra długości i 230 mm średnicy. Składa się z dwóch silników pomocniczych na paliwo stałe oraz hybrydowego stopnia głównego z odzyskiwaną głowicą. Silnik główny rakiety jest polskim silnikiem hybrydowym wykorzystującym jako utleniacz wysoko stężony H2O2. Odzyskanie ładunku odbywa się przez oddzielenie głowicy rakiety drogą pirotechniczną, a następnie zastosowanie spadochronu hamującego oraz spadochronu właściwego. Lądowanie odbywa się przy prędkości ok. 8 m/s.
Docelowo ILR-33 BURSZTYN ma latać do linii Kármána, tj. pułapu 100 km, z ładunkiem użytecznym o masie około 10 kg. 3 lipca 2024 roku rakieta zademonstrowała lot na taką wysokość. BURSZTYN jest sztandarowym projektem Sieci Badawczej Łukasiewicz – Instytutu Lotnictwa.

## Historia
Prace rozwojowe nad rakietą trwają od końca 2014 roku. Jako utleniacz silnika głównego wybrano wysoko stężony nadtlenek wodoru, z uwagi na uzyskanie przez naukowców z Sieci Badawczej Łukasiewicz – Instytutu Lotnictwa patentu na nowy sposób otrzymywania wysoko stężonego nadtlenku wodoru metodą destylacji. Na Międzynarodowych Targach Wynalazków i Innowacji INTARG 2018 rakieta ILR-33 BURSZTYN została wyróżniona przez jury platynowym medalem w kategorii „przemysł” oraz dyplom Ministerstwa Inwestycji i Rozwoju. Z kolei na XXII Moskiewskim Międzynarodowym Salonie Wynalazków i Innowacyjnych Technologii „ARCHIMEDES 2019” Sieć Badawcza Łukasiewicz – Instytut Lotnictwa otrzymał srebrny medal za rozwiązanie: „Rakieta ILR-33 BURSZTYN jako system wynalazków oraz innowacyjna platforma do badań eksperymentalnych w warunkach obniżonej grawitacji”. Z uwagi na potrzebę dostosowania krajowych obszarów powietrznych do lotów rakiety BURSZTYN i podobnych, doprowadzono do rozszerzenia i podniesienia strefy powietrznej nad CPSP Ustka.
Od roku 2019 trwały prace nad nową wersją rakiety o zwiększonych osiągach. Nowa wersja otrzymała oznaczenie ILR-33 BURSZTYN 2K nawiązujące do rakiety Meteor 2K. Rakieta została wyposażona w powiększone silniki pomocnicze, dokonano optymalizacji masowa podsystemów. Głowica rakiety jest przygotowywana do współpracy z ładunkami użytecznymi – przyrządami do badania atmosfery lub eksperymentami wykorzystującymi warunki mikrograwitacji. Obok rakiety rozwinięto infrastrukturę naziemną, taką jak wyrzutnia rakietowa WR-2 oraz system nadążny.

## Misje
W 2017 roku na poligonie w Drawsku Pomorskim odbył się pierwszy lot testowy, w którym zweryfikowane zostały podstawowe założenia, mechanizmy, infrastruktura i procedury. Maksymalny pułap był ograniczony z uwagi na ograniczenia obszaru powietrznego w którym odbywał się lot. Planowany na koniec 2018 roku pierwszy lot na wyższe pułapy nie odbył się ze względu na warunki atmosferyczne (silne prądy strumieniowe). W maju 2019 roku miał miejsce kolejny lot testowy w Drawsku Pomorskim, w którym przetestowano zmodyfikowaną rakietę, a także nowe systemy, m.in. moduł sterowania. 10 września 2019 roku przeprowadzono start z Centralnego Poligonu Sił Powietrznych. W czasie misji przetestowano system sterowania oraz odzysk głowicy rakiety z powierzchni morza. W październiku 2022 roku przeprowadzono start rakiety w wersji 2K. Testowano ponadto mobilną wyrzutnię rakietową WR-2.
Wszystkie loty z Polski były przeprowadzane na celowo obniżanych osiągach rakiety, aby zapewnić bezpieczeństwo lotu. W lipcu 2024 roku po raz pierwszy możliwy był lot z pełnym zatankowaniem zbiornika utleniacza. Rakieta osiągnęła wysokość 101 km, stając się tym samym pierwszą polską rakietą, która dotarła do kosmosu. Obecnie zaplanowane są co najmniej 2 kolejne misje, w ramach realizacji projektu finansowanego przez Narodowe Centrum Badań i Rozwoju, w ramach których na pokładzie rakiety przetestowane zostaną technologie rozwijane przez firmę Thorium Space.
| Lp. | Data       | Miejsce startu                           | Apogeum | Komentarz                                                                                 | Nagranie z lotu                                                                                        | Źródło |
| --- | ---------- | ---------------------------------------- | ------- | ----------------------------------------------------------------------------------------- | --- | ------ |
| 1.  | 22.10.2017 | Centrum Szkolenia Wojsk Lądowych Drawsko | 15 km   | Lot testowy, pozytywna weryfikacja działania systemów rakiety                             | https://www.youtube.com/watch?v=Dlw61mwYI7E                                                            | [ 9 ]  |
| 2.  | 09.2018    | Centralny Poligon Sił Powietrznych Ustka | –       | Start został odwołany ze względu na występowanie silnych prądów strumieniowych            | | [ 7 ]  |
| 3.  | 26.05.2019 | Centrum Szkolenia Wojsk Lądowych Drawsko | 10.5 km | Lot testowy z modułem sterowania                                                          | https://www.youtube.com/watch?v=Da02FBrtoM4                                                            | [ 13 ] |
| 4.  | 10.09.2019 | Centralny Poligon Sił Powietrznych Ustka | 23 km   | Lot testowy, test sterowania oraz udane podjęcie odzyskiwanej głowicy z Morza Bałtyckiego | https://www.youtube.com/watch?v=x_FnALj66MU                                                            | [ 10 ] |
| 5.  | 10.2022    | Centralny Poligon Sił Powietrznych Ustka | 8 km    | Lot testowy rakiety w wersji 2K                                                           | https://www.youtube.com/watch?v=-i8Xq84bTZs                                                            | [ 12 ] |
| 6.  | 03.07.2024 | Centrum Kosmiczne Andøya                 | 101 km  | Pierwszy lot z pełnym zatankowaniem                                                       | ILR-33 AMBER 2K reached 101 km! World's first rocket using 98% hydrogen peroxide as oxidizer - YouTube | [ 15 ] |